# Кондензно гърне
Кондензно гърне или още кондензатотвеждащо устройство е арматура, която позволява отвеждането само на кондензат, без да пропуска некондензиралата пара. 
В топлообменниците (по специално нагреватели, радиатори, изпарители и др.) се използва много често наситена водна пара като нагряващ агент. При отдаването на топлина парата кондензира, образува се кондензат (вода). Той трябва да бъде отведен, в противен случай апаратът ще се напълни с течност и няма да може да работи правилно. От друга страна, през отворите за кондензата парата може да напусне апарата, без да кондензира, което може да доведе до високи загуби на енергия. За да се предотвратят загубите, като същевременно се отвежда образувалият се кондензат, се използват кондензните гърнета. Те могат да бъдат :
- подпорна шайба
- поплавъково кондензно гърене (КГ)
  - със затворен плавок
  - със отворен плавок
- термодинамично КГ
- термостатично КГ
- биметално КГ

Подпорната шайба, най-елементарното кондензатоотвеждащо устройство, представлява диск с един или няколко отвора с малък диаметър, монтиран директно в тръбопровода. При често използваните поплавъкови КГ в арматурата се намира кух сферичен плавок. След постъпване на кондензат плавокът се повдига под действие на подемната сила и отваря вентил, през който течността излиза. 
При биметалното КГ се използва деформацията на биметална пластина, която при определена температура отваря или затваря арматурата (обикновено постъпващата пара има малко по-висока температура от кондензата).
Кондензните гърнета се монтират обикновено в долната част на тръбопровода, по-ниско от съответния топлообменник. 